# Arius belangerii
Arius belangerii és una espècie de peix de la família dels àrids i de l'ordre dels siluriformes.